# 1970年安卡什地震
9°14′S 78°50′W / 9.24°S 78.84°W
1970年安卡什地震，又称秘鲁大地震（Great Peruvian Earthquake），发生于1970年5月31日，是一次发生在海底的地震。这是有记录以来，在秘鲁历史上最严重的特大自然灾害 。
地震影响秘鲁的安卡什和拉利伯塔德地区 。震中位于距离海岸卡斯马和钦博特35公里的太平洋上  。震级在矩震级7.9到8.0级，麦加利震级达8级，没有发生海啸。
地震发生在当地时间周日下午15时23分31秒（20时23分31秒UTC），持续45秒。 这次地震破坏了瓦斯卡兰山北部，造成岩石、冰川下落和和雪崩，导致附近的城镇永盖和兰拉赫卡被掩盖。

## 损失
安卡什地震影响了大面积的商业、基础设施、交通被摧毁。经济损失超过5亿美元。城市、城镇和村庄受到严重损坏或被毁。工业、公共建筑、学校、电力、供水、卫生设施和通讯设施都不同程度遭到损坏。
在钦博特和雷奈伊，约80％至90％的建筑物被摧毁，影响约300万人。泛美公路也受到损坏，这使得人道主义援助的投入有困难。
每年的5月31日，秘鲁的许多学校举行防震演习，以此来纪念这场灾难。 